# 26169 Ishikawakiyoshi
26169 Ishikawakiyoshi (1995 YY) là một tiểu hành tinh vành đai chính được phát hiện ngày 21 tháng 12 năm 1995 bởi T. Kobayashi ở Oizumi.